# Anders Gunér
Anders Gunér, född 29 juli 1962 i Stockholm, är en svensk designer och konstnär. Gunér studerade grafisk design vid Berghs SoC 1985-87. Började tidigt 2000-tal med fri konst. Influerad av massmedia, konsumtionssamhälle, internet, leksaker.